# اتاق خواب (فیلم)
«اتاق خواب» (بنگالی: বেডরুম) یک فیلم است که در سال ۲۰۱۲ منتشر شد.